# 마리우 지 안드라지

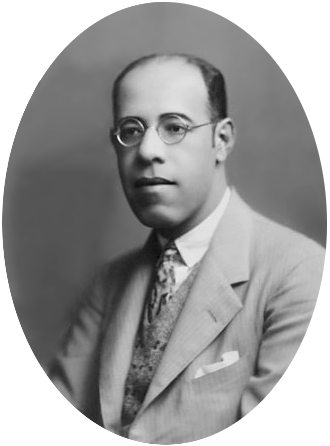
마리우 데 안드라데

마리우 지 안드라지(Mário de Andrade, 1893년 10월 9일 ~ 1945년 2월 25일)는 브라질의 작가이다.